# Гома
 Тази статия е за града в Демократична република Конго.  За окръга в Етиопия вижте Гома (окръг).  
Гома (на френски и на суахили: Goma) е град в източната част на Демократична република Конго. Градът е столица на провинция Нор Киву и е разположен на 1 километър от границата с Руанда. Според преброяването през 2004, населението на Гома е приблизително 250000 души, а през 2012 година вече наброява 1 милион. В града има летище.
Гома е разположен на брега на езерото Киву. На 15 километра северно от града се намира вулканът Нирагонго. Изригването на вулкана през 2002 унищожило 40 % от града. Недалеч от града е националният парк Вирунга. В скорошната история на града доминират геноцида в Руанда и изригването на вулкана.